# Puig de Garrafa
El Puig de Garrafa és una muntanya de Mallorca que té una altura de 461 o 465 m. i que fa de límit entre els termes d'Andratx i Calvià.